# 19 mai en sport
19 avril 19 juin
Chronologies thématiques
- Croisades
- Ferroviaires
- Disney

Le 19 mai (139e jour de l'année ou 140e en cas d'année bissextile) en sport.

## Événements

### XIXesiècle
- 1856 :
  - (Boxe) : Tom Paddock devient champion d'Angleterre en s'imposant face à Harry Broome[1], tenant du titre depuis 1851. Paddock conserve sa couronne jusqu'en 1858[2] et Broome annonce sa retraite sportive.
- 1893 :
  - (Rugby à XV) : le Racing club de France remporte le championnat de France de rugby en s'imposant 7-3 en finale face au Stade français.

### XXesièclede1901à1950
- 1929 :
  - (Sport automobile) : Grand Prix des Frontières.
- 1946 :
  - (Football) : l'équipe de France s'impose 2-1 contre l'équipe d'Angleterre.

### XXesièclede1951à2000
- 1957 :
  - (Formule 1) : Grand Prix automobile de Monaco.
- 1965 :
  - (Football) : West Ham remporte la Coupe d'Europe des vainqueurs de coupes en s'imposant 2-0 en finale face au TSV Munich 1860.
- 1976 :
  - (Football) : le Liverpool FC remporte la Coupe UEFA en s'imposant en finale face au FC Bruges.
- 1982 :
  - (Football) : l'IFK Göteborg remporte la Coupe UEFA en s'imposant en finale face au Hambourg SV.
- 1985 :
  - (Formule 1) : Grand Prix automobile de Monaco.
- 1991 :
  - (Cyclisme) : l’Espagnol Melchor Mauri remporte le Tour d'Espagne.
- 1993 :
  - (Football) : la Juventus remporte la Coupe UEFA en s'imposant en finale face au Borussia Dortmund.
- 1995 :
  - (Football) : le FC Nantes est assuré du titre de champion de France.
- 1996 :
  - (Formule 1) : Grand Prix automobile de Monaco.
- 1999 :
  - (Football) : la Lazio Rome remporte la Coupe d'Europe des vainqueurs de coupes en s'imposant 2-1 en finale face au RCD Majorque.

### XXIesiècle
- 2001 :
  - (Football) : le Bayern de Munich champion d'Allemagne.
  - (Rugby à XV) : Leicester City remporte la Coupe d'Europe de rugby en s'imposant 34-30 en finale face au Stade français Paris.
- 2004 :
  - (Football) : Valence CF remporte la Coupe UEFA en s'imposant 2-0 en finale face à l'Olympique de Marseille.
- 2013 :
  - (Tennis) : l'espagnol Rafael Nadal n'a fait qu'une bouchée du suisse Roger Federer en finale du Masters de Rome 6-1, 6-3. C'est le 7e titre du majorquin dans la capitale italienne.
  - (Football) : l'entraîneur Carlo Ancelotti a annoncé au président Nasser Al-Khelaïfi son départ du PSG à l'issue de la saison au cours. Le technicien italien est pressenti pour prendre la place de José Mourinho, lui aussi sur le départ, du Real Madrid.
  - (Hockey sur glace) : la Suède a été sacrée championne du monde après sa victoire sur la Suisse 5-1, en finale à Stockholm.
- 2015 :
  - (Cyclisme sur route /Giro) : Nicola Boem est le vainqueur de la 10e étape. Alberto Contador est toujours en tête au classement général et conserve son maillot rose. .
- 2016 :
  - (Cyclisme sur route /Giro) : sur la 12e étape du Tour d'Italie 2016, victoire de l'Allemand André Greipel et le Luxembourgeois Bob Jungels conserve le maillot rose.
  - (Natation sportive /Championnats d'Europe) : aux Championnats d'Europe de natation, chez les femmes, victoire sur 800m nage libre, de la Hongroise Boglárka Kapás, sur le 100m dos, victoire de la Danoise Mie Nielsen puis sur le relais 4×200m nage libre, victoire des Hongroises Zsuzsanna Jakabos, Evelyn Verrasztó, Boglárka Kapás et Katinka Hosszú puis chez les hommes du Hongrois László Cseh sur le 200m papillon, du Français Camille Lacourt sur 50m dos et du Britannique Ross Murdoch sur 200m brasse.
- 2017 :
  - (Cyclisme sur route /Giro) : sur la 13e étape du Tour d'Italie 2017, victoire du Colombien Fernando Gaviria et le Néerlandais Tom Dumoulin conserve le maillot rose.
  - (Football /Ligue 2) : la 38e journée de Ligue 2 a rendu son verdict au terme d’un suspense insoutenable. Au Stade de la Meinau, le RC Strasbourg s’impose contre Bourg-en-Bresse (2-1) pour valider son billet pour l’élite et décroche le titre de champion de L2. Il sera accompagné dans l’ascenseur par Amiens, 2e après sa victoire sur le fil à Reims (2-1). Vainqueur à Sochaux (3-2), Troyes disputera un barrage contre le 18e de Ligue 1 connu samedi soir. En bas de tableau, le Red Star, battu à Auxerre (0-1), accompagnera Laval en National 1 tandis qu’Orléans disputera un barrage pour le maintien contre le Paris FC[3].
- 2021 :
  - (Cyclisme sur route /Tour d'Italie) : sur la 11e étape du Tour d'Italie qui se déroule entre Pérouse et Montalcino, sur une distance de 162 km, victoire du Suisse Mauro Schmid après une échappée avec l'Italien Alessandro Covi au sprint. Le Colombien Egan Bernal conserve le maillot rose et creuse des écarts sur ses poursuivants au classement général.
  - (Football /Coupe de France) : en finale de la 104e édition de la Coupe de France qui oppose l'AS Monaco et le Paris Saint-Germain au Stade de France à Saint-Denis, victoire du PSG 2-0.
  - (Natation sportive /Championnats d'Europe) : sur la 9e journée des championnats d'Europe de natation, chez les hommes, sur le 1 500m, victoire de l'Ukrainien Mykhailo Romanchuk, sur le 100m nage libre, victoire du Russe Kliment Kolesnikov, sur le 200m papillon, victoire du Hongrois Kristóf Milák et sur le relais 4×200m nage libre, victoire des Russes Martin Malyutin, Aleksandr Shchegolev, Alexander Krasnykh et Mikhail Vekovishchev. Chez les femmes, sur le 100m brasse, victoire de la Suédoise Sophie Hansson et sur le 50m dos, victoire de la Néerlandaise Kira Toussaint.

- 2024:
  - (Handball): Première victoire de l'équipe loisir du LHBC.

## Naissances

### XIXesiècle
- 1884 :
  - Frithiof Mårtensson, lutteur de gréco-romaine suédois. Champion olympique des -73 kg aux Jeux de Londres 1908. († 20 juin 1956).
  - David Munson, athlète de fond américain. Champion olympique du 4 miles par équipes aux Jeux de Saint-Louis 1904. († 17 septembre 1953).
- 1885 :
  - Bjørn Rasmussen, footballeur danois. Médaillé d'argent aux Jeux de Londres 1908.  (2 sélections en équipe nationale). († 9 août 1962).
- 1889 :
  - Henry Barber Richardson, archer américain. Médaillé de bronze au Team round 60y aux Jeux de Saint-Louis 1904 puis médaillé de bronze au Double York round (100 - 80 - 60 yards) aux Jeux de Londres 1908. († 19 novembre 1963).
- 1892 :
  - Christian Werner, pilote de course automobile allemand. († 17 juin 1932).

### XXesièclede1901à1950
- 1908 :
  - Percy Williams, athlète de sprint canadien. Champion olympique des 100 et 200m aux Jeux d'Amsterdam 1928. († 29 novembre 1982).
- 1913 :
  - Pierre Boncompagni, pilote de course automobile de rallyes français. († 7 juin 1953).
- 1914 :
  - Alex Shibicky, hockeyeur sur glace puis entraîneur canadien. († 9 juillet 2005).
- 1928 :
  - Dolph Schayes, basketteur américain.
- 1931 :
  - Bob Anderson, pilote de vitesse moto américain. († 14 août 1967).
- 1932 :
  - Raoul Giraudo, footballeur français. († 26 octobre 1995).
- 1936 :
  - Andrej Kvašňák, footballeur et ensuite entraîneur tchécoslovaque puis slovaque. (47 sélections en équipe de Tchécoslovaquie). († 18 avril 2007).
- 1938 :
  - Igor Ter-Ovanessian, athlète de sauts soviétique puis russe. Médaillé de bronze de la longueur aux Jeux de Rome 1960 et aux Jeux de Tokyo 1964. Champion d'Europe d'athlétisme du saut en longueur 1958, 1962 et 1969. Détenteur du Record du monde du saut en longueur du 10 juin 1962 au 15 août 1964 et du 19 octobre 1967 au 18 octobre 1968.
- 1939 :
  - Livio Berruti, athlète de sprint italien. Champion olympique du 200m aux Jeux de Rome 1960.
  - Willi Kauhsen, pilote de course automobile puis dirigeant sportif allemand.
- 1940 :
  - Jan Janssen, cycliste sur route néerlandais. Champion du monde de cyclisme sur route 1964. Vainqueur du Tour des Pays-Bas 1965, du Tour d'Espagne 1967, du Tour de France 1968 et de Paris-Roubaix 1967.
- 1949 :
  - Archie Manning, joueur de foot U.S. américain.

### XXesièclede1951à2000
- 1953 :
  - Alain Iannetta, pilote de course automobile français.
  - Didier Munduteguy, navigateur français.
- 1956 :
  - José Ramón Alexanko, footballeur espagnol. Vainqueur de la Coupe d'Europe des vainqueurs de coupe 1982 et 1989, de la Coupe des clubs champions 1992. (34 sélections en équipe nationale).
- 1957 :
  - Bill Laimbeer, basketteur puis entraîneur américain.
- 1959 :
  - Paul Cayard, skipper américain.
- 1964 :
  - Miloslav Mečíř, joueur de tennis tchécoslovaque puis slovaque. Champion olympique en simple et médaillé de bronze en double aux Jeux de Séoul 1988.
- 1966 :
  - Marc Bureau, hockeyeur sur glace canadien.
- 1970 :
  - K.J. Choi, golfeur sud-coréen.
- 1972 :
  - Takahiro Setsumasa, basketteur japonais.
- 1973 :
  - Dario Franchitti, pilote de course automobile britannique. Vainqueur des 500 miles d'Indianapolis 2007, 2010 et 2012.
  - Hugues Obry, épéiste français. Médaillé d'argent en individuel et par équipes aux Jeux de Sydney 2000 et champion olympique par équipes aux Jeux d'Athènes 2004. Champion du monde d'escrime à l'épée en individuel 1998 et champion du monde d'escrime à l'épée par équipes 1999. Champion d'Europe d'escrime à l'épée en individuel 1998.
- 1974 :
  - Cathy Melain, basketteuse française. Championne d'Europe de basket-ball féminin 2001 et 2009. Victorieuse des Euroligue féminine 1997, 1998 et 2001. (249 sélections en équipe de France).
- 1975 :
  - Fabien De Waele, cycliste sur route belge.
- 1976 :
  - Kevin Garnett, basketteur américain. Champion olympique aux Jeux de Sydney 2000. (18 sélections en équipe nationale).
- 1978 :
  - Marcus Bent, footballeur anglais.
- 1979 :
  - Nicolas Figère, athlète de lancer de marteau français.
  - Diego Forlán, footballeur uruguayen. Vainqueur de la Copa América 2011 et de Ligue Europa 2010. (112 sélections en équipe nationale).
  - Bouchra Ghezielle, athlète de demi-fond marocaine puis française. Médaillée de bronze du 1 500m aux Mondiaux d'athlétisme 2005.
  - Andrea Pirlo, footballeur italien. Médaillé de bronze aux Jeux d'Athènes 2004. Champion du monde de football 2006. Vainqueur de la Ligue des champions 2003 et 2007. (113 sélections en équipe nationale).
- 1980 : Ielena Kroutova, arhcère handisport russe.
- 1982 :
  - Klaas Vantornout, coureur de cyclo-cross belge. Médaillé d'argent aux CM de cyclo-cross 2010 et 2013.
- 1983 :
  - Rémi Casty, joueur de rugby à XIII français. (19 sélections en équipe de France).
- 1985 :
  - Erin Phillips, basketteuse puis entraîneuse australienne ainsi que joueuse de football australien. Médaillée d'argent aux Jeux de Pékin 2008. Championne du monde féminine de basket-ball 2006. (39 sélections en équipe nationale).
- 1986 :
  - Mario Chalmers, basketteur américain.
  - Alessandro De Marchi, cycliste sur piste et cycliste sur route italien.
- 1988 :
  - Kenny Kadji, basketteur camerounais. (5 sélections en équipe nationale).
  - Jocelyne Larocque, hockeyeuse sur glace canadienne. Championne olympique aux Jeux de Sotchi 2014 et médaillée d'argent aux Jeux de Pyeongchang 2018. Championne du monde de hockey sur glace féminin 2012.
  - Antonija Mišura, basketteur croate.
- 1990 :
  - John Landsteiner, curleur américain. Champion olympique aux Jeux de Pyeongchang 2018.
- 1991 :
  - Dawit Wolde, athlète de demi-fond éthiopien.
- 1992 :
  - Ievgueni Kouznetsov, hockeyeur sur glace russe.
  - Raul Togni Neto, basketteur brésilien.
  - Heather Watson, joueuse de tennis britannique.
  - Mehdi Zeffane, footballeur algérien.
- 1993 :
  - Tess Wester, handballeuse néerlandaise. (81 sélections en équipe nationale).
- 1994 :
  - Mickael-Meba Zeze, athlète de sprint français. Médaillé d'argent du relais 4×100m aux CE d'athlétisme 2016.
- 1996 :
  - Kevin Bonifazi, footballeur italien.
  - Chung Hyeon, joueur de tennis sud-coréen.
  - Sebastian Musiolik, footballeur polonais.
  - Luca Waldschmidt, footballeur allemand. (4 sélections en équipe nationale).
- 1997 :
  - Lisa Berkani, basketteuse française. (1 sélection en équipe de France).
  - Danil Lysenko, athlète de sauts en hauteur russe.
- 1999 :
  - Felix Hörberg, footballeur suédois.
  - Andrea Pinamonti, footballeur italien.

### XXIesiècle
- 2001 :
  - André Lacximicant, footballeur portugais.
- 2002 :
  - Rafa Marín, footballeur espagnol.
- 2004 :
  - Dominik Prpić, footballeur croate.
- 2005 :
  - Elis Bishesari, footballeur suédois.

## Décès

### XXesièclede1901à1950
- 1903 :
  - Arthur Shrewsbury, 47 ans, joueur de cricket britannique. (23 sélections en test cricket). (° 11 avril 1856).
- 1916 :
  - Georges Boillot, 31 ans, pilote de courses automobile français. (° 3 août 1884).
- 1947 :
  - John Heijning, 65 ans, footballeur néerlandais. Médaillé de bronze aux Jeux de Londres 1908. (8 sélections en équipe nationale). (° 12 décembre 1884).

### XXesièclede1951à2000
- 1955 :
  - Percy Bush, 75 ans, joueur de rugby à XV gallois. Vainqueur des tournois britanniques de rugby à XV 1906 et 1908. (8 sélections en équipe nationale). (° 23 juin 1879).
  - Oda Mahaut escrimeuse (fleuret) franco-danoise (° 16 octobre 1887)
- 1957 :
  - Alice Milliat, 73 ans, nageuse et rameuse, puis dirigeante sportive française. Cofondatrice et présidente de la FSFSF puis de la FSFI. (° 5 mai 1884).
- 1958 :
  - Archie Scott Brown, 31 ans, pilote de course automobile britannique († 13 mai 1927).
- 1960 :
  - Marcel Dupuy, 71 ans, cycliste sur piste français (° 15 décembre 1888).
- 1985 :
  - Víctor Rodríguez Andrade, 58 ans, footballeur uruguayen. Champion du monde de football 1950. Vainqueur de la Copa América 1956. (42 sélections en équipe nationale). (° 2 mai 1927).
- 1994 :
  - Luis Ocaña, 48 ans, cycliste sur route espagnol. Vainqueur du Tour d'Espagne 1970, du Tour de France 1973 et du Tour de Catalogne 1971. (° 9 juin 1945)
- 1997 :
  - Troy Ruttman, 67 ans, pilote de course automobile américain. Vainqueur des 500 miles d'Indianapolis 1952. (° 11 mars 1930).

### XXIesiècle
- 2007 :
  - Jack Findlay, 72 ans, pilote de vitesse moto australien. (° 5 février 1935).
- 2009 :
  - Clint Smith, 95 ans, hockeyeur sur glace puis entraîneur canadien. (° 12 décembre 1913).
- 2012 :
  - Bob Boozer, 75 ans, basketteur américain. Champion olympique aux Jeux de Rome 1960. (14 sélections en équipe nationale). (° 26 avril 1937).
  - Ian Burgess, 81 ans, pilote de F1 britannique. (° 6 juillet 1930).
  - Paul Cyr, 58 ans, hockeyeur sur glace canadien. (° 31 octobre 1963).
- 2014 :
  - Simon Andrews, 29 ans, pilote de vitesse moto britannique. (° 14 août 1984).
  - Jack Brabham, 88 ans, pilote de F1 australien puis cofondateur de l'écurie Brabham Racing Organisation. Champion du monde de Formule 1 1959, 1960 et 1966. (14 victoires en Grand Prix). (° 2 avril 1926).
  - Zbigniew Pietrzykowski, 79 ans, boxeur polonais. Médaillé de bronze aux Jeux de Melbourne 1956, médaillé d'argent aux Jeux de Rome 1960, médaillé de bronze aux Jeux de Tokyo 1964. (° 4 octobre 1934).
- 2018 :
  - Pierre Orsini, 82 ans, pilote de rallyes automobile français. (° 9 janvier 1936).